# Hochvogel
Hochvogel – szczyt w Alpach Algawskich, części Alp Bawarskich. Leży na granicy między Austrią (Tyrol), a Niemcami (Bawaria). Normalna droga na szczyt prowadzi ze schroniska Prinz Luitpold Haus (1846 m).